# جورج فريدريك ماير
جورج فريدريك ماير (بالألمانية: Georg Friedrich Meier)‏ هو فيلسوف ألماني، ولد في 1718 في Ammendorf/Beesen ‏ في ألمانيا، وتوفي في 1777 في Giebichenstein ‏ في ألمانيا.

## وصلات خارجية
- جورج فريدريك ماير على موقع الموسوعة البريطانية (الإنجليزية)